# Botão (computação)

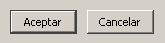
Exemplo de botões.

Em computação, um botão (do inglês button ou push button) é um elemento de interface gráfica de uma opção ou de um comando que, ao ser pressionado, ativa a opção ou executa o comando a que está associado.
Dependendo do widget toolkit ou aplicação em uso, existem muitos estilos de apresentação gráfica de botões.

## Botões comuns
Alguns tipos comuns dos botões que podem ser nos caixas de diálogo:
- OK ou Sim - confirmar as ações que foram feitos ou a será feitos e fechar a janela atual.
- Cancelar ou Não - cancelar as ações ou não fazer nada e fechar a janela atual.
- Fechar - fechar a janela atual.
- Ajuda - chamar o sistema de ajuda.

Alguns tipos comuns dos botões que podem ser nos programas de instalação:
- Seguinte ou Avançar - proceder a janela seguinte para executar as ações nesta janela.
- Anterior ou Voltar/Retroceder - voltar a janela anterior para mudar ações que foram feitas nesta janela.

~9